# Calka
Calka (gruzínsky წალკა, arménsky Ծալկա) je město na jihu Gruzie v kraji Kvemo Kartli, okres Calka. Patří mezi místa, kde jsou etničtí Gruzíni v menšině vůči jiným etnikům, zde Arménům a Řekům.

## Geografie
Calka je hlavním městem historické oblasti Trialetie. Nachází se vzdušnou čarou asi 60 km západojihozápadně od hlavního města Tbilisi na jižním okraji Calkské náhorní roviny v Trialetském hřbetu. Na severním okraji Calky je řeka Chrami přehrazena a vytváří Calkskou přehradní nádrž, za kterou pokračuje nejprve městem a dále jihovýchodním směrem úzkou soutěskou.

## Historie
Za okamžik založení je považován rok 1829, když úřady Ruského impéria umožnily pontským Řekům a Urumům z Osmanské říše se zde usadit. Tito Řekové pocházeli z těch oblastí Osmanské říše, které za osmé rusko-turecké války (1828–1829) byly dobyty ruskou imperiální armádou a po podepsání drinopolského míru (1829) byly vráceny Osmanské říši. Řekové založili nejprve 5 km severovýchodně od dnešní Calky ležící Baštašeni, krátce poté pak celou řadu dalších obcí, mezi nimi i vesnici Barmaksisi (gruzínsky ბარმაქსიზი, turecky Barmaksız) v místě dnešní Calky.
V souvislosti s výstavbou Calkské přehradní nádrže a dalších hydroelektráren na řece Chrami od 30. let 20. století byla obec v roce 1932 jako logistické centrum přejmenována na Calka a současně povýšena na sídlo městského typu. Poté, co se zde usadily průmyslové podniky (strojírenství, textilní a stavební a potravinářský průmysl) a byla vybudována železniční trať, došlo v roce 1984 k povýšení na město.

## Obyvatelstvo
Koncem 80. let 20. století, zvláště pak po rozpadu Sovětského svazu v 90. letech 20. století emigrovala značná část řeckého obyvatelstva z Calky a okolí do Ruska (převážně Předkavkazska) a Řecka. Počet obyvatel města tak klesl do roku 2002 oproti roku 1989 na méně než jednu čtvrtinu. Podíl řeckého obyvatelstva na okrese Calka klesl z 61 % na 22 %. Na místo odejivších Řeků pak přišel menší počet gruzínských uprchlíků a Abcházie, Jižní Osetie a zemětřesením ohrožených částí Svanetie. Z důvodu vysoké zeměpisné polohy a s tím související relativní vegetační nehostinnosti patří oblast Calky k nejnehostinnějším oblastem Gruzie. Existuje úvaha o kompenzaci úbytku obyvatelstva přistěhováním meschetských Turků ze středoasijských oblastí rozpadlého Sovětského svazu, jejichž předkové byli deportováni v roce 1944 z tehdejší Gruzínské SSR.
| Rok  | Počet obyvatel |
| ---- | -------------- |
| 1959 | 7065           |
| 1970 | 5819           |
| 1979 | 6245           |
| 1989 | 8043           |
| 2002 | 1741           |
| 2009 | 2000           |

Podle sčítání z roku 2002 obývalo město 55 % Arménů, 22 % Řeků, 12 % Gruzínů a 9,5 % Azerů.

## Kultura a Pamětihodnosti
V Calce je zachovalý kostel z 19. století. Ve městě je navíc socha klasického řeckého filozofa Aristotela.

## Hospodářství a infrastruktura

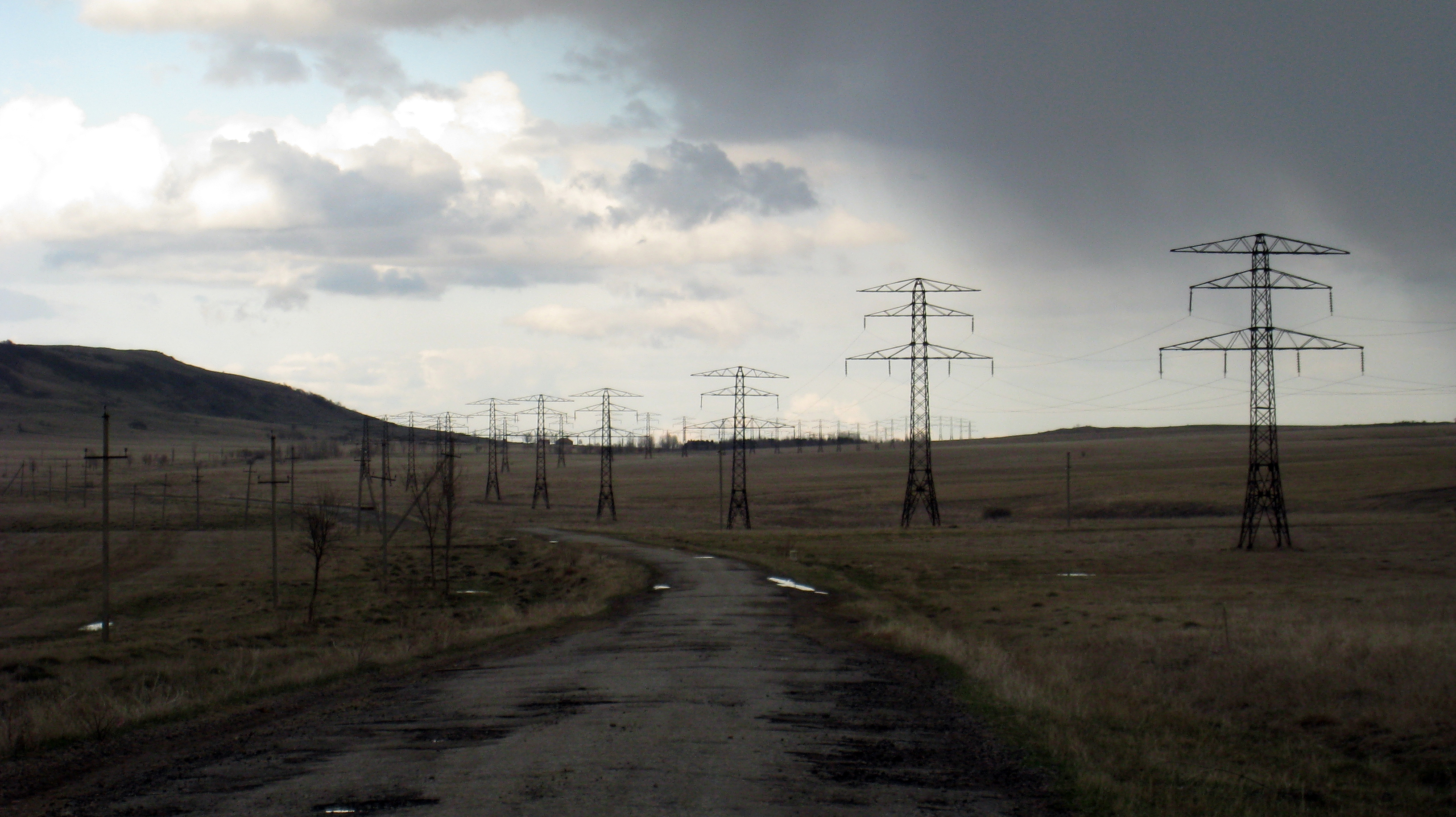
Silnice do Calky

Průmyslové závody ze sovětských časů jsou mimo provoz. Calkská přehradní nádrž na severní straně města je využívána k výrobě elektrické energie.
Železniční trať, která odbočuje v Marneuli z trati Tbilisi – Gjumri – Jerevan a vede přes Calku do Achalkalaki, jejíž stavba začala v 80. letech 20. století, byla kvůli politickým a hospodářským potížím zprovozněna až po roce 2000. Trať je součástí trati Kars–Achalkalaki–Tbilisi–Baku, jejíž výstavba má být dokončena v roce 2014.[potřebuje aktualizovat]
Silnice z Tbilisi do Achalkalaki prochází rovněž Calkou.